# Déforestation en Australie

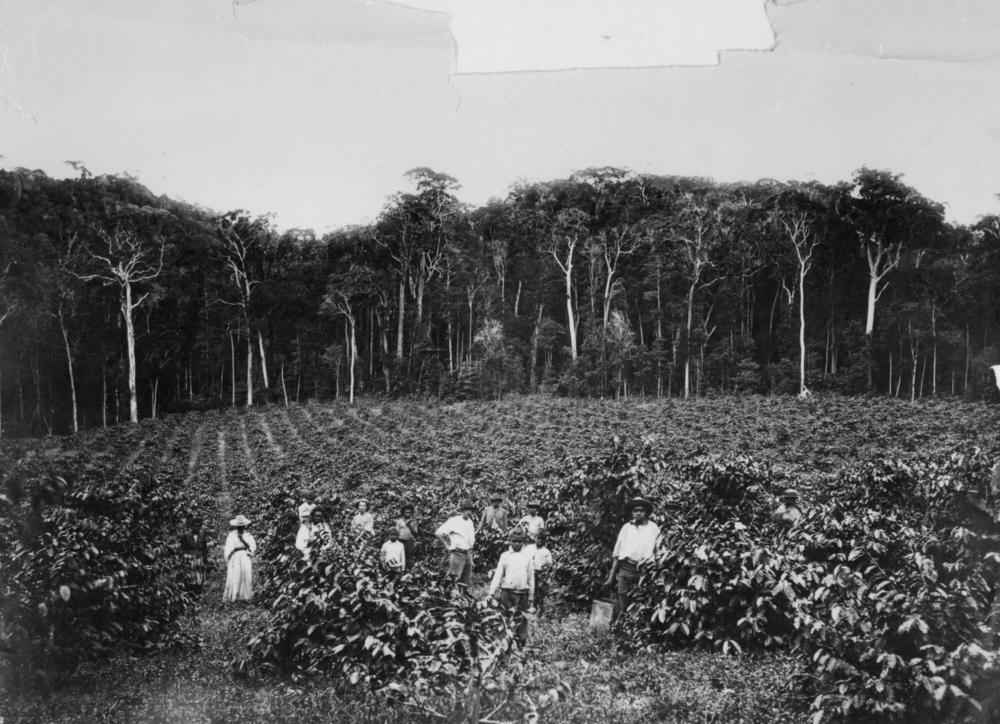
Plantation de café à Kuranda, Queensland, vers 1900

Couverture forestière de l'Australie au début des années 2000.

La déforestation en Australie est le processus de destruction des forêts qui se déroule en Australie depuis l'arrivée des premiers colons et l'introduction de l’agriculture extensive. Environ 13 % de la végétation d'origine a disparu depuis cette époque et des espèces comme le koala se trouvent menacées par la disparition de leur habitat. Elle prend cependant des formes et des temporalités différenciées selon les États, de l’élevage intensif de bovins dans le Queensland à l’exploitation de l'eucalyptus en Tasmanie. Les mesures politiques varient également d'une région à l'autre, même si des mouvements écologistes prennent une part active au débat dans l’espace public.

## Situation générale
Les déserts et les terres arides inhospitalières aux forêts s'étendent sur les trois-quarts de l’Australie. Depuis la colonisation européenne à la fin du XVIIIe siècle, la périphérie côtière connaît un déclin rapide du couvert forestier, en particulier depuis la fin de la Seconde Guerre mondiale. Il est estimé en 2012 que le pays a perdu 40 % de ses forêts, avec des taux de déforestation importants dans les années 1950 dans le sud-ouest de l'Australie occidentale en raison de l’expansion de la culture du blé ; puis dans le Queensland et la Nouvelle-Galles du Sud pendant les années 1970 et désormais rapidement dans le nord en raison des feux de forêts. Néanmoins, la déforestation est un processus qui s'est accéléré dès le XIXe siècle, le Crown Lands Alienation Act (en) de 1861  encourageant par exemple le défrichement en favorisant la colonisation agricole. En 2010, il reste 19 % de forêts indigènes, soit environ 147 400 000 hectares. Jusqu'à 80 % des forêts d'eucalyptus ont été modifiées par l'homme .
Un rapport du WWF de 2015 intitulé Living Forests Report: Saving Forests at Risk indique que l'Australie figure à la 11e place des zones susceptibles de perdre 80 % de leur couvert forestier d'ici 2030,.

## Par région

### Tasmanie

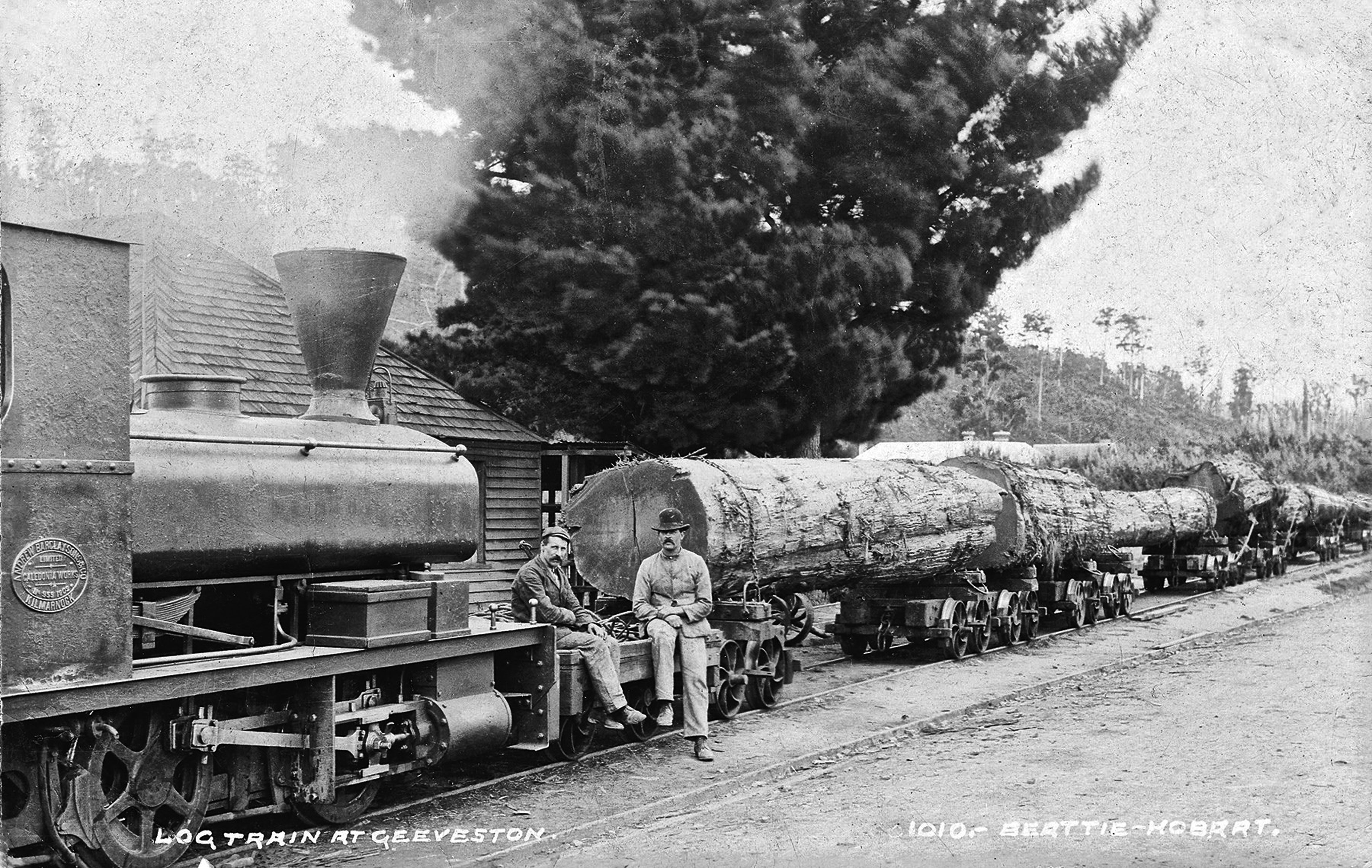
Grumes chargées sur un train pour la construction de l'usine de Geeveston, vers 1905.

À l'exception du Territoire de la capitale australienne, la Tasmanie possède la plus grande proportion des forêts restantes du pays, soit 46 % de la superficie de l'État. La déforestation a commencé à l'est avec l'essor de la production ovine. Elle atteint les 17 000 hectares annuels de 1972 à 1980. 
L'industrie papetière a suscité des controverses en favorisant l’abattage d'eucalyptus géants, notamment au marché japonais, si bien qu'en 2004 le groupe japonais Mitsubishi, en réponse aux sollicitations de Greenpeace et de la Wilderness Society (en), a menacé d'arrêté l'importation de copeaux de bois en provenance de cet État. Des militants écologistes, dont l'homme politique Bob Brown, ont entrepris avec succès des actions de protestation dans les années 2000 contre la société Gunns, le principal exploitant forestier de Tasmanie. 
En 2015, le gouvernement de Tasmanie a ouvert près de 200 000 hectares à l’exploitation forestière et minière, soit 12 % de la superficie du patrimoine mondial de l’État. Le Comité du patrimoine mondial a alors demandé de revenir sur cette décision et de limiter la construction d'infrastructures touristiques, afin de préserver le caractère sauvage du site et de ne pas le transformer en zone de loisirs reculée . Début 2018, des membres de la Bob Brown Foundation ont occupé la forêt de Tarkine pour protester contre l’abattage prévu par la compagnie publique Sustainable Timber Tasmania, destiné à favoriser de nouvelles plantations ou à acheminer des copeaux pour l'industrie papetière, principalement pour la Chine et le groupe malaisien Ta Ann. Début 2020, l'organisme fédéral de réglementation de la santé et de la sécurité au travail ( Work Health and Safety Regulator) a interdit à la Fondation l'occupation de la forêt sous peine d'amende.

### Queensland

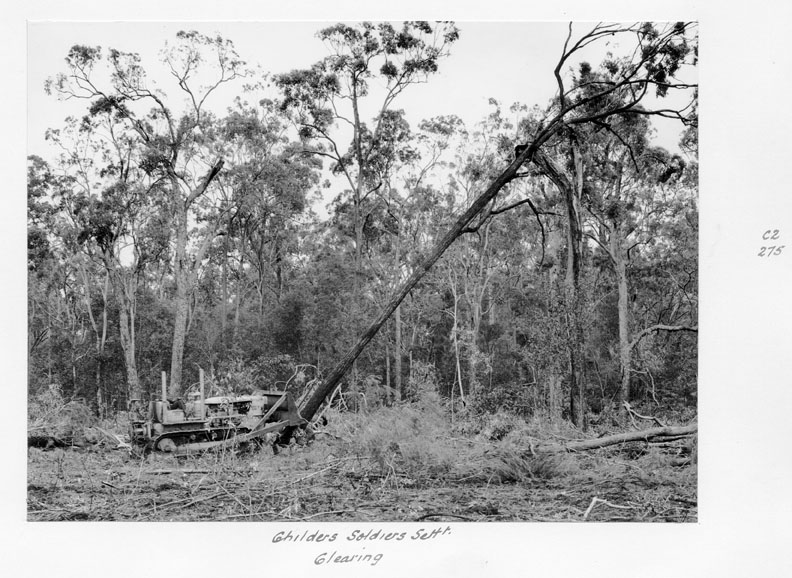
Déforestation au bulldozer dans le Queensland dans les années 1950.

L'expansion de l'industrie bovine expliquent l’accroissement rapide de la déforestation dans l'État du Queensland après les années 1960, en particulier dans les régions au vertisol fertile du centre et du sud bénéficiant d'une pluviométrie propice aux pâturages (500-700 mm). Entre 1988 et 2008, le défrichage annuel varie entre 300 000 et 700 000 hectares. Le comportement des agriculteurs et la sécheresse expliquent avec la hausse du prix du bétail l'importance de cette déforestation. L'élevage a également une incidence sur la production agricole, 79 % des céréales fourragères consommées en 2005 dans le Queensland venant également de cet État. Environ 50 % des forêts primaires ont été détruites pendant la colonisation pour le bétail, la culture de la canne à sucre et la banane. 
La gestion de la forêt est encadrée par le Vegetation Management Act de 1999 qui définit précisément les conditions de déforestation.

### Australie-Occidentale
Même si le processus début dès les années 1890 avec l'expansion de l'industrie ovine et de la culture du blé, la déforestation culmine au milieu du XXe siècle en Australie-Occidentale, avec 54 % des terres défrichées pour l’agriculture entre 1945 et 1982. En 2009, la végétation indigène couvre environ 7 % du territoire (17 664 000 ha).
Quand les forêts disparaissent, la salinité des sols augmente fortement, et environ 7 % des terres agricoles de l'État souffrent de ce phénomène.

## Conséquences

### Risques pour la biodiversité
Au début des années 2000, la biodiversité du pays reste réputée pour le nombre d'importants d'espèces endémiques. 89 % des reptiles, 82 % des mammifères et 43 % des oiseaux en font partie. Néanmoins, 280 espèces des vertébrés terrestres australien sont répertoriées en voie de disparition, rares ou menacées. La situation alarmante des oiseaux, dont un cinquième est dans une situation préoccupante ou menacée, s'explique en grande partie par les différentes étapes du pastoralisme, dont le défrichement qui a provoqué le déclin des oiseaux forestiers. Le diamant à queue rousse, la colombine marquetée et le diamant à bavette ont ainsi disparu des régions tempérées du sud de l’Australie dès la première phase du développement agricole, qui également vu l'essor de la chasse et le bouleversement des pratiques de brûlis aborigènes.
La déforestation entraîne la disparition de nombreuses espèces qui ne peuvent pas s'adapter à la disparition de leur écosystème, phénomène qui touche l'ensemble du pays à divers degrés. Le quokka (Setonix brachyurus) et le cacatoès à rectrices blanches (Calyptorhynchus latirostris) sont deux exemples d'espèces directement menacées par l’abattage intensif dans le Sud-Ouest australien. La fragmentation des forêts, en plus de leur simple destruction, nuit également à la reproduction des espèces.

#### Les koalas

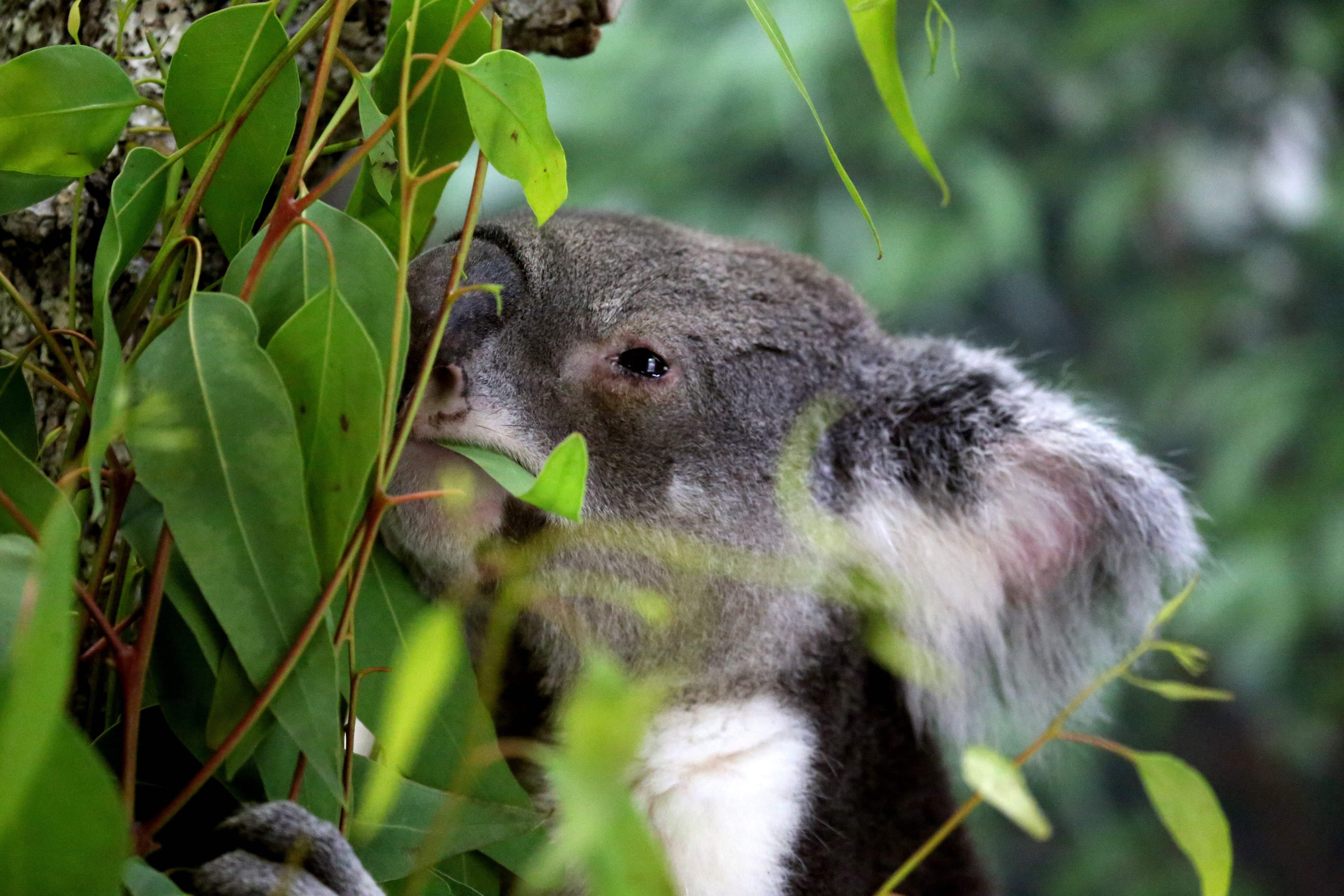
Koala mâchonnant une feuille d'eucalyptus dans le Queensland.

À cause de la déforestation, les koalas se retrouvent privés de leur habitat naturel. Occupant les eucalyptus, leur raréfaction les pousse à s'éloigner de leur habitat et à parfois s'aventurer en ville dans des espaces inadaptés. De plus, l’espèce est en voie d’extinction. Selon une étude, plus de 90 000 ha de l'habitat forestier des koalas ont été détruits en une seule année, essentiellement pour l'élevage bovin.

### Changement climatique
Le changement de couverture forestière opéré en deux siècles a eu un impact significatif sur le bouleversement du climat régional, qu'il s'agisse des conditions thermiques ou de la pluviométrie. Ainsi, la hausse de température imputable à la déforestation est estimée de 0,4 °C et 1 °C dans le sud oriental et occidental de l’Australie, en raison de la réduction du flux de chaleur latente et de celui du refroidissement par évaporation. Néanmoins, l’augmentation globale du taux de carbone est un facteur plus pertinent pour expliquer la hausse de la température à l’échelle continentale.
Une étude réalisée en 2004 établit que 50 % de la baisse soudaine de précipitations observée dans le sud-ouest de l'Australie occidentale dans le milieu du XXe siècle, qui réduisit notamment les approvisionnements en eau de 42 % pour la ville de Perth, s'explique par la destruction des forêts et non par l'effet de serre ou la reconfiguration des flux atmosphériques.

## Mesures politiques

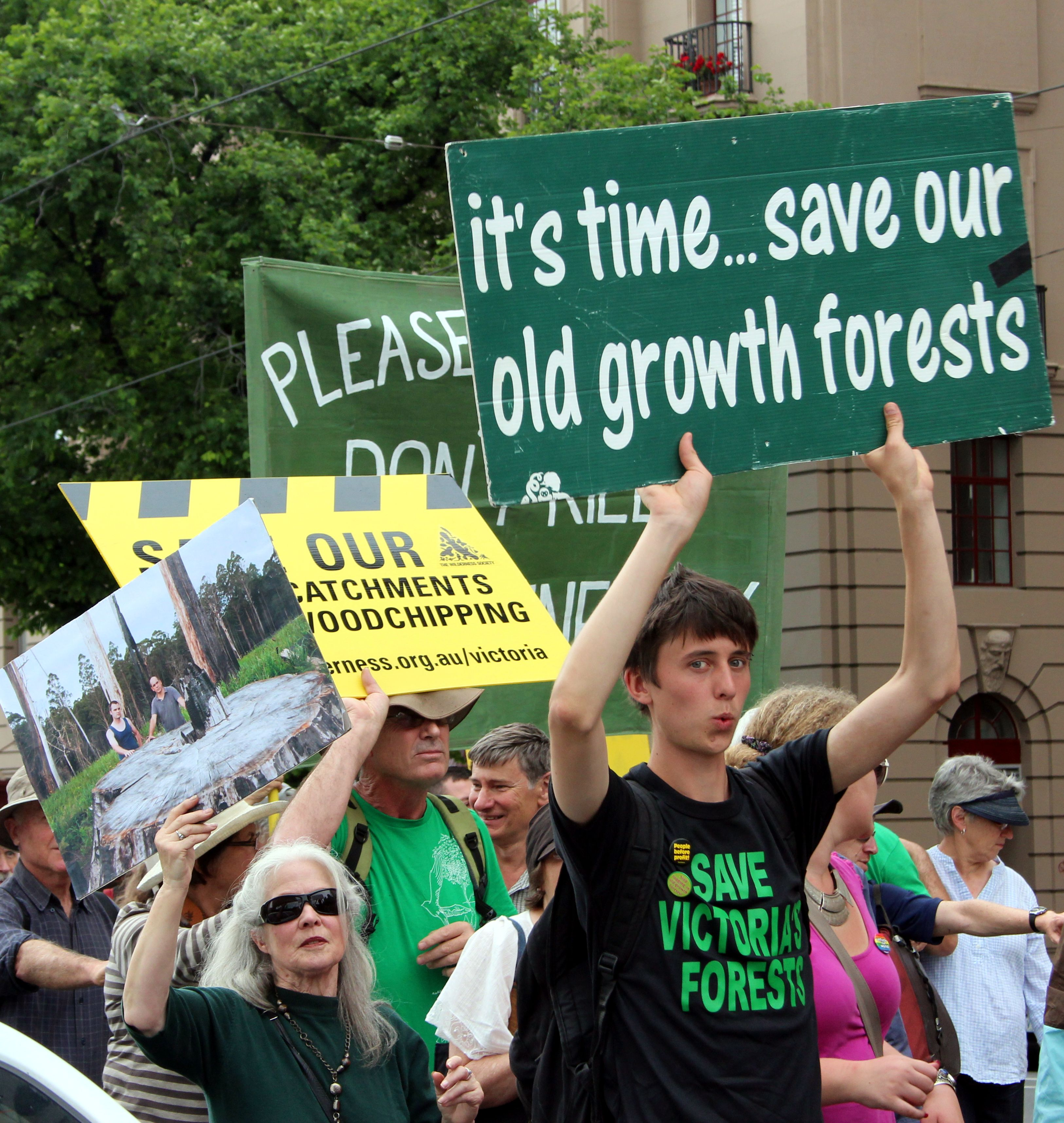
Une marche est organisée par des associations écologistes le 13 novembre 2011 pour protester contre la politique environnementale de Ted Baillieu.

Malgré de nombreuses réformes depuis les années 1970, les gouvernements peinent encore à endiguer efficacement la déforestation au début du XXIe siècle. Régulée principalement au niveau des États, le gouvernement fédéral dispose de compétences limitées pour intervenir sur des questions environnementales qui relèvent pas d'une envergure nationale ou supranationale, comme l'extinction d'une espèce. Néanmoins, le défrichement est considéré comme une menace clé depuis le Environmental Protection and Biodiversity Conservation Act de 1999 et des tentatives de coordination ont été entreprises par des programmes et des financements incitatifs mais non prescriptifs. Les aires protégées ne jouent un rôle protecteur que si le problème n'est pas déplacé ailleurs, or le système de parcs met l'accent surtout la conservation de la biodiversité et n'assure pas toujours une protection efficace face à l'exploitation forestière intensive. Si les années 2000 tendent à imposer des mesures de plus en plus strictes pour limiter le déboisement, le début de la décennie suivante voit un mouvement d'assouplissement des règles. Par exemple, le Native Vegetation Act 2003 entré en vigueur en 2005 en Nouvelle-Galles du Sud, interdit avec succès le défrichement à l'exception qu'il soit prouvé un avantage ou une compensation sur le plan environnemental. En 2013, le gouvernement de l'État autorise aux propriétaires forestiers des défrichements à faible impact, sans nécessité d'approbation. La loi est abrogée en 2017 et des fermiers responsables d'abattage illégaux sont amnistiés.